# Гвајана на Светском првенству у атлетици у дворани 2012.
Гвајана је учествовала на Светском првенству у атлетици у дворани 2012. одржаном у Истанбулу од 9. до 11. марта шести пут. Репрезентацију Гвајане представљала су два такмичара (1 мушкарац и 1 жена), који су се такмичили у две дисциплине.
Гвајана није освојио ниједну медаљу нити је остварен неки рекорд.

## Учесници
| Мушкарци: - Jeremy Bascom — 60 м | Жене: - Алијан Помпеј — 400 м |  |

## Резултати

### Мушкарци
| Атлетичар     | Дисциплина | Лични рекорд | Квалификације | Квалификације | Полуфинале | Полуфинале | Финале               | Финале  | Детаљи |
| Атлетичар     | Дисциплина | Лични рекорд | Резултат      | Место         | Резултат   | Место      | Резултат             | Место   | Детаљи |
| ------------- | ---------- | ------------ | ------------- | ------------- | ---------- | ---------- | -------------------- | ------- | ------ |
| Jeremy Bascom | 60 м       | 6,70         | 6,90 кв       | 3. груп. 5    | 6,77       | 4. груп. 2 | Није се квалификовао | 15 / 60 |        |

### Жене
| Атлетичарка   | Дисциплина | Лични рекорд | Квалификације | Квалификације | Полуфинале    | Полуфинале    | Финале                | Финале                | Детаљи |
| Атлетичарка   | Дисциплина | Лични рекорд | Резултат      | Место         | Резултат      | Место         | Резултат              | Место                 | Детаљи |
| ------------- | ---------- | ------------ | ------------- | ------------- | ------------- | ------------- | --------------------- | --------------------- | ------ |
| Алијан Помпеј | 400 м      | 51,83 НР     | 54,63 кв      | 3. у гр. 5    | Није завршила | Није завршила | Није се квалификовала | Није се квалификовала |        |